# Håkon Olsrud
Håkon Olsrud, né le 11 avril 1985, est un fondeur handisport norvégien.

## Palmarès

### Ski de fond
| Épreuve / Édition   | 4 × 2,5 km - relais open | 1 km (sprint) - style libre | 10 km (middle) - style libre | 20 km  |
| ------------------- | ------------------------ | --------------------------- | ---------------------------- | ------ |
| JP 2014 Sotchi      | -                        | 15e                         | 18e                          | -      |
| JP 2018 Pyeongchang | Argent                   | 4e                          | 7e                           | Bronze |